# Renzo Minoli
Renzo Minoli (ur. 6 maja 1904 w Mediolanie, zm. 18 kwietnia 1965 tamże) – włoski szpadzista, dwukrotny medalista olimpijski i trzykrotny medalista mistrzostw świata.
Na igrzyskach olimpijskich w Amsterdamie w 1928 roku Włosi w składzie: Giulio Basletta, Marcello Bertinetti, Giancarlo Cornaggia-Medici, Carlo Agostoni, Renzo Minoli i Franco Riccardi zdobyli złoty medal w szpadzie drużynowej. Na rozgrywanych cztery lata później igrzyskach olimpijskich w Los Angeles w 1932 roku wspólnie z Carlo Agostonim, Franco Riccardim, Saverio Ragno i Giancarlo Cornaggią-Medicim zdobył drużynowo srebrny medal. W obu przypadkach w zawodach indywidualnych nie startował.
Podczas mistrzostw świata w Liège w 1930 roku (oficjalnie imprezy tego cyklu rozgrywane są pod tą nazwą od 1937) wraz z kolegami z reprezentacji zdobył drużynowo srebrny medal. W tej samej konkurencji zdobył też złote medale na mistrzostwach świata w Wiedniu (1931) i mistrzostwach świata w Budapeszcie (1933).